# Kupa na Sŭvet·skata armiya 1969-1970
La Coppa dell'Esercito sovietico 1969-1970 è stata la 25ª edizione di questo trofeo, e la 30ª in generale di una coppa nazionale bulgara di calcio, terminata il 25 agosto 1970.  Il Levski Sofia ha vinto il trofeo per la decima volta.

## Sedicesimi di finale
| Squadra 1            | Risultato        | Squadra 2            |
| -------------------- | ---------------- | -------------------- |
| Metalurg Eliseyna    | 1 – 2            | Akademik Sofia       |
| Lokomotiv Ruse       | 0 – 2            | Spartak Pleven       |
| Minyor Rudozem       | 1 – 0            | Marica Plovdiv       |
| Aviotehnik Plovdiv   | 1 – 5            | Botev Plovdiv        |
| Arda Kărdžali        | 1 – 0            | Lokomotiv Plovdiv    |
| Minyor Chiprovtsi    | 0 – 0 (1-3 dtr)  | Botev Vraca          |
| Šumen                | 1 – 0            | Dunav Ruse           |
| Gigant Saedinenie    | 0 – 0 (6-7 dtr)  | Minjor Pernik        |
| Pavlikeni            | 1 – 2            | FK Etăr              |
| Lokomotiv Burgas     | 0 – 1            | FK Černomorec Burgas |
| Sliven               | 0 – 0 (5-5 dtr)* | Beroe                |
| Pirin Blagoevgrad    | 1 – 1 (4-5 dtr)  | Marek Dupnica        |
| Minyor Buhovo        | 1 – 6            | Slavia Sofia         |
| Spartak Varna        | 1 – 2            | Černo More Varna     |
| Yuri Gagarin Kurilo  | 0 – 7            | Levski Sofia         |
| Benkovski Negovantsi | 0 – 5            | CSKA Sofia           |

- *Lo Sliven passa al turno successivo mediante sorteggio.

## Ottavi di finale
| Squadra 1            | Risultato | Squadra 2      |
| -------------------- | --------- | -------------- |
| CSKA Sofia           | 5 – 0     | Minyor Rudozem |
| Levski Sofia         | 4 – 0     | Arda Kărdžali  |
| Slavia Sofia         | 2 – 1     | Šumen          |
| Černo More Varna     | 2 – 1     | Akademik Sofia |
| Spartak Pleven       | 1 – 0     | Minjor Pernik  |
| Botev Plovdiv        | 3 – 1     | Sliven         |
| Botev Vraca          | 2 – 3     | Marek Dupnica  |
| FK Černomorec Burgas | 1 – 2     | FK Etăr        |

## Quarti di finale
| Squadra 1        | Risultato | Squadra 2      |
| ---------------- | --------- | -------------- |
| CSKA Sofia       | 5 – 1     | Spartak Pleven |
| Levski Sofia     | 5 – 1     | Marek Dupnica  |
| Slavia Sofia     | 2 – 1     | FK Etăr        |
| Černo More Varna | 3 – 1     | Botev Plovdiv  |

## Semifinali
| Squadra 1    | Risultato | Squadra 2        |
| ------------ | --------- | ---------------- |
| Levski Sofia | 2 – 0     | Slavia Sofia     |
| CSKA Sofia   | 4 – 0     | Černo More Varna |

## Finale
| Arbitro: | Deyan Nachev |

|                         |           |             |
| Panov 11’ Veselinov 46’ | Marcatori | 71’ Stankov |